# Impatiens nigeriensis
Impatiens nigeriensis är en balsaminväxtart som beskrevs av C. Grey-wilson. Impatiens nigeriensis ingår i släktet balsaminer, och familjen balsaminväxter. Inga underarter finns listade i Catalogue of Life.